# Vol First Air 6560
L'accident du vol First Air 6560 concerne un Boeing 737-200 qui s'est écrasé à l'atterrissage à Resolute Bay (Nunavut, Canada) le 20 août 2011. Sur les 15 personnes à bord, 12 ont été tués et les trois autres ont été grièvement blessés. L'avion de First Air assurait un vol charter intérieur depuis Yellowknife, dans les Territoires du Nord-Ouest, lorsqu'il a heurté une colline alors qu'il était dans les nuages près de l'aéroport de Resolute Bay.
L'enquête a révélé qu'une amorce tardive de la descente, le désengagement partiel par inadvertance du pilote automatique lors de l'approche, une déviation dans le système du compas de l'avion et une mauvaise communication entre les membres de l'équipage ont fait s'écarter considérablement l'appareil de la trajectoire d'approche finale, et a amené l'avion sur le relief quelques instants seulement après que l’équipage ait entamé une remise des gaz.

## Avion
L’appareil était un Boeing 737-210C, en version combi (passagers - cargo combiné), immatriculé C-GNWN. Il a été fabriqué en 1975 sous le numéro de série 21067/414,.
L'avion a été équipé d'un kit de gravier pour permettre l'exploitation sur des pistes non revêtues, telles que celle de l'aéroport de Resolute Bay. Aucun problème important concernant les dossiers de maintenance de l'avion n’a été constaté au cours de l’enquête.

## Accident
Le vol charter First Air 6560 a décollé de l'aéroport de Yellowknife à 9 h 40 CDT (14 h 40 UTC) le 20 août 2011 à destination de l'aéroport de Resolute Bay avec 11 passagers, 4 membres d'équipage et du fret,,. Le commandant de bord Blair Rutherford, était désigné comme le pilote aux commandes (PF) lors de ce vol et le copilote David Hare était à ses côtés. Le vol devait être effectué conformément aux règles de vol aux instruments. Les rapports reçus peu après le décollage indiquaient une détérioration des conditions météorologiques à Resolute Bay, mais l'équipage a convenu que le vol ne devait pas être dérouté.
Après un vol sans encombre, à 11 h 38, l’appareil a effectué son dernier virage pour s’aligner sur la piste 35 de l’aéroport de Resolute et l'équipage s'est signalé à 10 milles nautiques (18,5 kilomètres) de la piste. Alors qu’il descendait dans un nuage, au lieu de suivre le signal du localizer sur l'axe de piste, l’appareil s’installa sur une route plus ou moins parallèle à l’est de l’axe.
À 11 h 41, au moment où l'équipage entame une remise de gaz, le vol 6560 entre en collision avec le relief, à environ 1 mille nautique (1,8 kilomètre) à l'est de la piste, se divisant en trois sections principales. Après l'impact, un incendie intense a détruit la majeure partie de la section centrale.
Les deux pilotes, deux PNC et huit passagers ont été tués dans l'impact,,,. Trois passagers ont survécu avec des blessures graves,,,. Les opérations de sauvetage ont été effectuées par les forces armées canadiennes temporairement postées à Resolute Bay dans le cadre de l'exercice militaire de l'opération Nanook de 2011, qui visait principalement une catastrophe aérienne majeure en tant que scénario principal d'entraînement,,.

## Enquête
Le Bureau de la sécurité des transports du Canada (BST) a enquêté sur l'accident. En janvier 2012, le BST a publié une mise à jour de l'enquête qualifiant l'accident de « impact sans perte de contrôle ». Il a déclaré que la manœuvre de remise des gaz avait été lancée deux secondes avant l'impact.
À ce moment-là, l’équipage avait terminé la checklist pour l’atterrissage, les volets étaient à 40 degrés, l’appareil volait à 157 nœuds (291 km/h) et le train d’atterrissage était sorti et verrouillé. Les deux moteurs étaient en marche et produisaient de la puissance. L’appareil suivait une approche ILS en raison d’une visibilité réduite. L'enquête a révélé que le système ILS de l'aéroport fonctionnait normalement. Il avait été utilisé par un autre avion qui a atterri 20 minutes après l'accident du vol 6560.
Le 25 mars 2014, le BST a publié son rapport final sur l'accident. Il a constaté que la décision de l'équipage d'initier la descente de l'altitude de croisière avait été prise tardivement, ce qui avait entraîné une charge de travail considérablement accrue, qui avait eu une incidence sur les performances des pilotes.
L’approche a été entièrement effectuée en pilote automatique, qui a été correctement réglé pour capter le signal du localizer et ainsi suivre l’axe de la piste (mode de capture VOR / LOC). Cependant, un mouvement par inadvertance sur le manche (yoke) de l'avion par le commandant de bord lors du virage sur la trajectoire d'approche finale a amené le pilote automatique à se désengager du mode VOR / LOC et à revenir au maintien du cap actuel, ce qui a placé l'avion trop à l'est de l'axe de piste.
Pour des raisons indéterminées, le système de compas a été mal réglé lors de la descente, ne tenant pas correctement compte de l'écart entre le pôle Nord magnétique et le pôle Nord géographique, de sorte que le cap se situait 8° à gauche du cap réel et que, pendant l'approche, l'erreur de cap a encore augmenté jusqu'à 17°, ce qui a donné aux pilotes la mauvaise impression que l'avion suivait la bonne route pour regagner l'axe de la piste.
En fait, l'avion volait à peu près parallèlement à la piste et un vent du sud-ouest le poussait encore plus à l'est. Sous une charge de travail accrue, aucun des deux pilotes n'a remarqué le désengagement partiel du pilote automatique. Cependant, le copilote savait que l'avion suivait une trajectoire trop à droite et se dirigeait vers la colline à l'est de l'aéroport. Il a essayé à plusieurs reprises d'avertir le commandant, mais d'une manière qui n'a pas réussi à exprimer l'urgence de la situation et à obliger ce dernier à réagir,,. Après que le système d'alerte de proximité au sol (GPWS) a émis un avertissement « sink rate » (taux de chute trop important), le commandant de bord a finalement ordonné une remise des gaz, mais la distance avec le terrain était insuffisante pour éviter la collision.
Le BST a souligné qu'en raison des procédures d'exploitation standard propres à First Air, l'approche était clairement instable et aurait dû être abandonnée à un stade précoce. La commission a souligné les risques liés aux approches instables qui se poursuivent jusqu'à l'atterrissage et a appelé les compagnies aériennes et les autorités à appliquer les procédures d'exploitation standard et des meilleures pratiques en matière de gestion des ressources en équipage, afin d'aider les pilotes à gérer leur charge de travail et à communiquer efficacement afin de prendre de meilleures décisions,,.

## Médias
L'accident a fait l'objet d'un épisode dans la série télévisée Air Crash nommé « Drame en arctique » (saison 14 - épisode 10).

### Vidéos
- [vidéo] Bureau de la sécurité des transports du Canada, « A11H0002 (Resolute Bay) - Animation de l'approche du vol First air 6560 Resolute Bay (Nunavut) le 20 aout 2011 », sur YouTube.
- (en) [vidéo] Smithsonian Channel, « A Plane Landing in Arctic Conditions Ends in Tragedy », sur YouTube.